# 福爾曼峰
福爾曼峰（英語：Foreman Peak）是南極洲的山峰，位於瑪麗伯德地，處於澤馬峰以西4公里的沃森海崖北部，海拔高度2,050米，現時由南極條約體系管理。